# Vanilla (casa discografica)
La Vanilla è stata una casa discografica italiana, fondata nel 1974 da Ornella Vanoni.

## Storia
La Vanilla fu fondata nel 1974 da Ornella Vanoni, con l'obiettivo di scoprire e lanciare nuovi artisti; il nome nasceva da un gioco di parole sulle iniziali del cognome della cantante (VAN) e sulle lettere finali del nome (LLA).
Tra gli artisti che incisero per l'etichetta, oltre alla Vanoni, sono da ricordare Sergio Endrigo, Gepy & Gepy, Lina Savonà, Toto Torquati e i PAF (gruppo formato da Popi Fabrizio, Andy Surdi e Furio Bozzetti, da cui nasce il nome, acronimo delle iniziali dei nomi dei componenti).
Il brano sul lato A del primo singolo dei PAF, 'Che settimana' è noto anche per il provino fatto da Mia Martini, pubblicato postumo.
Per la distribuzione la Vanilla si appoggiava generalmente alla Fonit Cetra. Successivamente, le ristampe in cd furono affidate alla CGD.
Cessò di esistere come etichetta indipendente nel 1980. Il contratto della sola Vanoni venne rilevato dall'ex distributrice e il logo Vanilla sopravvisse fino al 1989, affiancato a quello CGD, sulle etichette e sul retro delle copertine di alcuni lp (è presente sui dischi Ricetta di donna, Duemilatrecentouno parole, Uomini, Il giro del mio mondo e sulla prima edizione della raccolta Oggi le canto così, vol. 2 ).

## Dischi
La datazione qui riportata si basa sull'etichetta del disco o sulla copertina; qualora nessuno di questi elementi abbia una datazione, è basata sulla numerazione del catalogo; talora è, infine, basata sul codice della matrice di stampa. Se esistenti, sono riportati, oltre all'anno, il mese e il giorno (quest'ultimo dato si trova, a volte, stampato sul vinile).
Tutti i dischi furono pubblicati con la medesima grafica d'etichetta, in due tonalita di ocra. L'lp Amori miei era anche acquistabile nei teatri in cui lo spettacolo era in cartellone. Quest'ultima edizione ha in più un libretto di presentazione, non presente nell'edizione venduta nei negozi.
I titoli principali vennero ristampati più volte, in molti casi su etichetta CGD.
La voglia la pazzia l'incoscienza l'allegria, nella ristampa è privo della busta interna con i testi e fu realizzato con una copertina apribile in cartoncino normale, mentre l'edizione originale è in cartoncino tramato.
La voglia di sognare e Più furono ristampati nelle linee CGD a prezzo contenuto MusicA, il primo, e Prisma, il secondo.
L'lp A un certo punto... si può trovare con una lieve differenza nel titolo, sia in copertina che sull'etichetta: A un certo punto... o A un certo punto
Tutti sono stati ristampati in versione cd, tranne i due lp di Sergio Endrigo e 'Amori Miei'.

### 33 giri
| Numero di catalogo | Anno           | Interprete                                              | Titoli                                       |
| ------------------ | -------------- | ------------------------------------------------------- | -------------------------------------------- |
| OVL 2001           | 1974           | Ornella Vanoni                                          | A un certo punto...                          |
| OVL 2002           | 1974           | Ornella Vanoni                                          | La voglia di sognare                         |
| OVL 2003           | 1975           | Ornella Vanoni                                          | Uomo mio bambino mio                         |
| OVL 2004           | 1976           | Ornella Vanoni con Gianrico Tedeschi e Duilio Del Prete | Amori miei                                   |
| OVL 2005           | 1976           | Ornella Vanoni, Vinícius de Moraes e Toquinho           | La voglia la pazzia l'incoscienza l'allegria |
| OVL 2006           | 1976           | Ornella Vanoni                                          | Più                                          |
| OVL 2007           | Maggio 1977    | Sergio Endrigo                                          | Sarebbe bello...                             |
| OVL 2008           | 1977           | Ornella Vanoni                                          | Io dentro                                    |
| OVL 2009           | 1977           | Ornella Vanoni                                          | Io fuori                                     |
| OVL 2010           | Settembre 1978 | Sergio Endrigo                                          | Donna mal d'Africa                           |
| OVL 2011           | 1978           | Ornella Vanoni                                          | Vanoni                                       |
| OVL 2012           | 1979           | Ornella Vanoni                                          | Oggi le canto così, vol.1                    |

### 45 giri
Il prefisso iniziale, che per i primi anni è OV, venne poi mutato in VA; i dischi di Ornella Vanoni però continuarono a mantenere lo stesso codice. La grafica dell'etichetta è identica a quella degli lp, in due tonalità d'ocra.
Esiste una seconda catalogazione col suffisso OVR, da OVR 501 a OVR 525, realizzata principalmente a scopo promozionale. L'etichetta è di colore nero e la grafica di copertina è identica per tutte le pubblicazioni (raffigura il logo della Vanilla). In questa serie esistono alcuni singoli che non hanno il corrispettivo nella serie commerciale e sono secondi e terzi estratti dagli lp.
Uscirono anche alcuni "split" per juke-box. Il suffisso di catalogo è OVJ. Solitamente presentano un brano della Vanoni sulla facciata A e un pezzo di un altro artista dell'etichetta sul retro.
Se dovessi cantarti ed Eccola qui, di Ornella Vanoni, sigle dei programmi 'Fatti e fattacci' e 'Due come noi', e usciti solo su singolo, non sono mai stati inclusi in alcun lp e ristampati in formato cd.
| Numero di catalogo | Anno | Interprete                      | Titoli                                                            |
| ------------------ | ---- | ------------------------------- | ----------------------------------------------------------------- |
| OV 001             | 1974 | Ornella Vanoni                  | Stupidi/La gente e me                                             |
| OV 002             | 1974 | PAF                             | Che settimana/Perdiamo il treno                                   |
| OV 003             | 1974 | PAF                             | Non c'è poesia/La banda nella piazza                              |
| OV 004             | 1974 | Ornella Vanoni                  | La voglia di sognare/Guardo, guardo e guardo                      |
| OV 005             | 1975 | Ornella Vanoni e Luigi Proietti | Se dovessi cantarti/Alibi                                         |
| OV 006             | 1975 | Ornella Vanoni                  | Uomo mio, bambino mio/Canta canta                                 |
| OV 007             | 1976 | Ornella Vanoni                  | Non sai fare l'amore/Fili                                         |
| OV 008             | 1976 | Ornella Vanoni                  | Più/Dimmi almeno se                                               |
| OV 009             | 1977 | Franco Barbato                  | Dormiveglia dell'amore/Ma l'anima no                              |
| OV 010             | 1977 | Mariposa                        | Serenata/La prima rosa                                            |
| OV 011             | 1977 | Gepy & Gepy                     | Blu/Bellissimo                                                    |
| OV 012             | 1977 | Lina Savonà                     | Amarti sempre, amarti mai/Caldo                                   |
| VA 013             | 1977 | Toto Torquati                   | Tenero al cioccolato/La ragazza del piano di sopra                |
| OV 014             | 1977 | Ornella Vanoni                  | Domani no/Ti voglio                                               |
| VA 015             | 1978 | Sergio Endrigo                  | C'era una volta, anzi domani/Homo Volans                          |
| VA 016             | 1978 | Lina Savonà                     | Maya/Libera di andare                                             |
| VA 017             | 1978 | Franco Barbato                  | Fantasia/Senza di te                                              |
| VA 018             | 1978 | Mariposa                        | Tanti frutti/I regali della natura                                |
| OV 019             | 1978 | Ornella Vanoni                  | Gli amori finiti/Noi                                              |
| VA 020             | 1978 | Gepy & Gepy                     | Chi...io?/Se tu fossi me                                          |
| VA 021             | 1978 | Marina Morgan                   | Malamore malerba malattia/Malamore malerba malattia (strumentale) |
| OV 022             | 1979 | Ornella Vanoni                  | Vorrei darti/Eccola qui                                           |
| VA 023             | 1979 | Lina Savonà                     | Donna meccanica/Se permetti                                       |
| VA 024             | 1979 | Sergio Endrigo                  | Il paese del no/Mozart                                            |